# Mondial
Mondial byla italská firma zabývající se výrobou motocyklů. Vznikla v roce 1936, kdy italský hrabě Giuseppe Boselli založil se svými třemi bratry firmu Fratelli Boselli, která v Croce di Casalecchio začala vyrábět nákladní tříkolky pod značkou FB. Po zničení výrobního závodu v roce 1944 přesídlila firma do Milána a v roce 1948 byl pověřen vývojem rychlého motocyklu 125 cm³ technik Alfonso Drusiani z Boloně. V době, kdy značky MV Agusta a Ducati vyráběly lehké dvoudobé motocykly, mopedy a skútry, vyráběla firma Mondial vysoce kvalitní sportovní motocykly. Továrna Mondial byla mnohem menší než Moto Guzzi, Gilera nebo Benelli, velká část výroby byla ruční a roční produkce motocyklů byly mezi 1000 a 2000 kusů.
V roce 1949, kdy se MV Agusta rozhodla vyrábět čtyřdobý motocykl, koupila jako vzor Mondial.
V roce 1949 na něm Nello Pagani získal titul historicky prvního mistra světa. V mistrovství světa ve třídě do 125 cm³ dominovala značka až do roku 1952, v roce 1957 se Cecil Sandford stal na Mondialu mistrem světa ve třídě do 250 cm³. Na konci roku 1957 se hlavní italští výrobci motocyklů včetně Gilery, Moto Guzzi, MV Agusty a Mondialu rozhodli seriál Grand Prix vzhledem k rostoucím nákladům a klesajícím prodejům opustit (MV Agusta svůj postoj později přehodnotila).
V roce 1957 věnoval Giuseppe Boselli dva závodní stroje k prostudování Soichiro Hondovi. Po vzestupu v roce 1966 začíná firma v roce 1969 vyrábět terénní motocykly a dále modely pro mládež již s kotoučovými brzdami. Vzhledem k malému počtu vyrobených kusů jsou ale dražší než konkurence a v roce 1977 je výroba ukončena. V roce 1999 znovuoživuje značku Mondial obchodník Roberto Ziletti s finančním podílem rodiny Boselli. V roce 2000 je představen model Mondial Piega v V-twinem z Hondy VTR 1000, ale pro nedostatek zákazníků je v roce 2004 výroba opět zastavena.

## Galerie

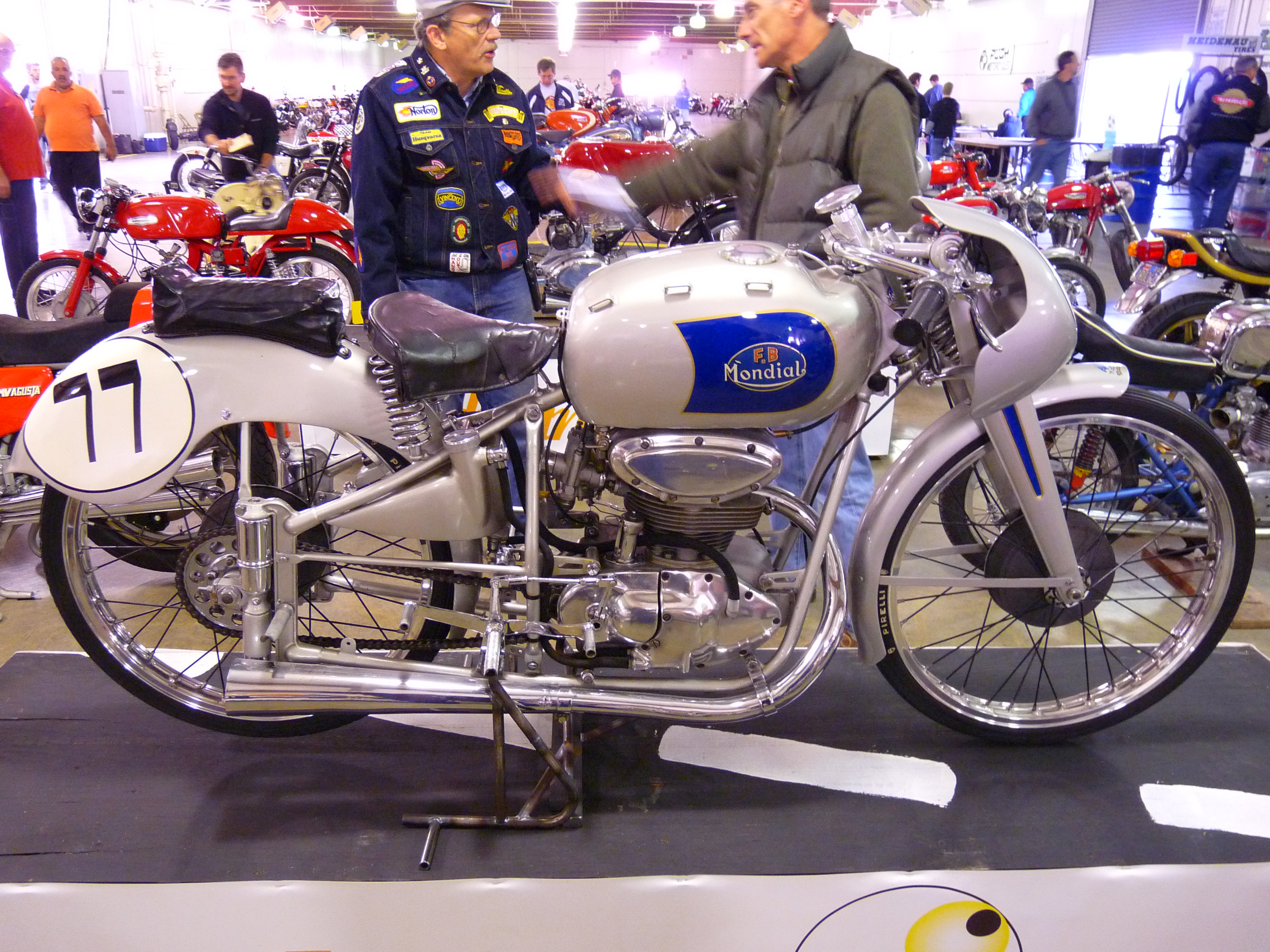
Mondila 125 (1951)
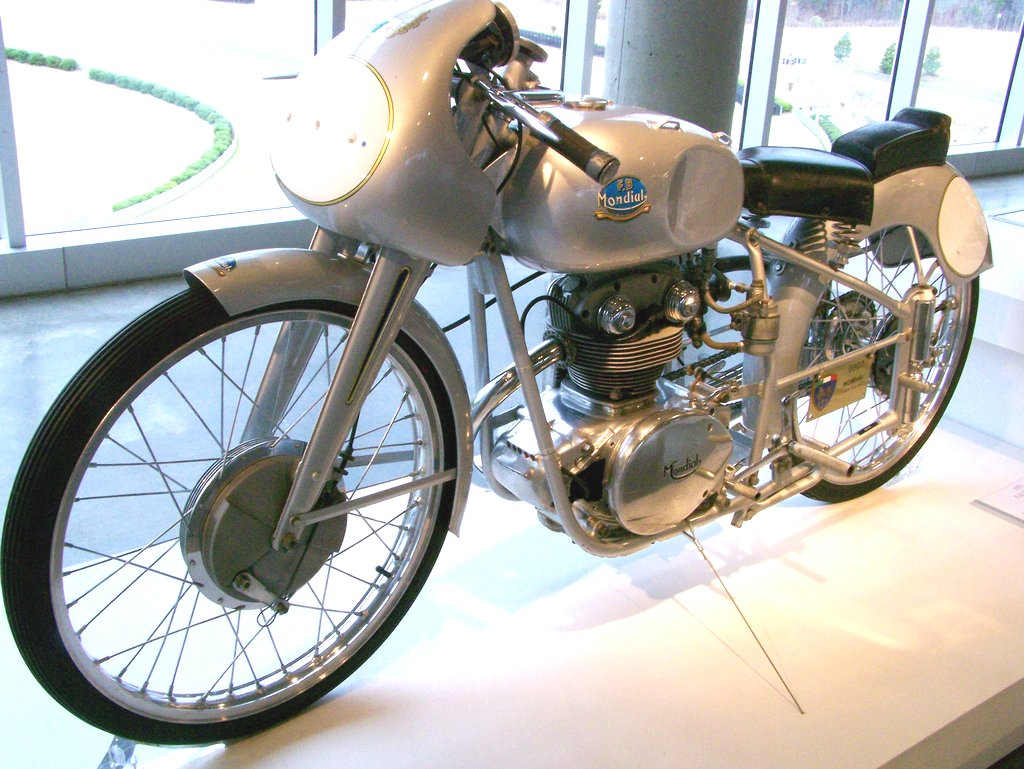
Mondial 125 (1952)
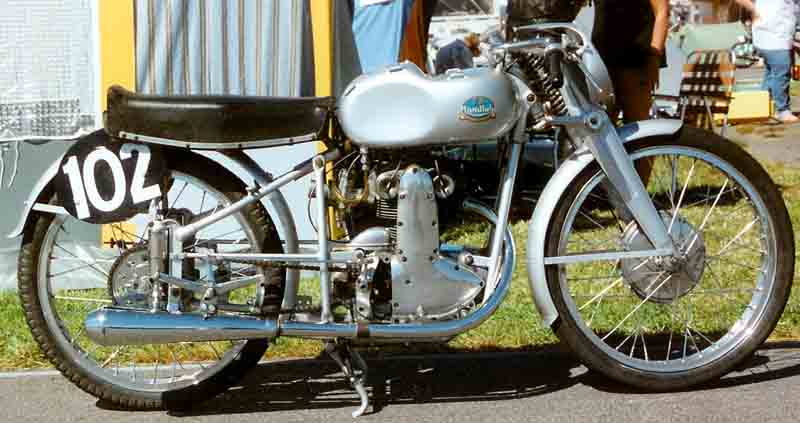
Mondial 125 OHC (1953)
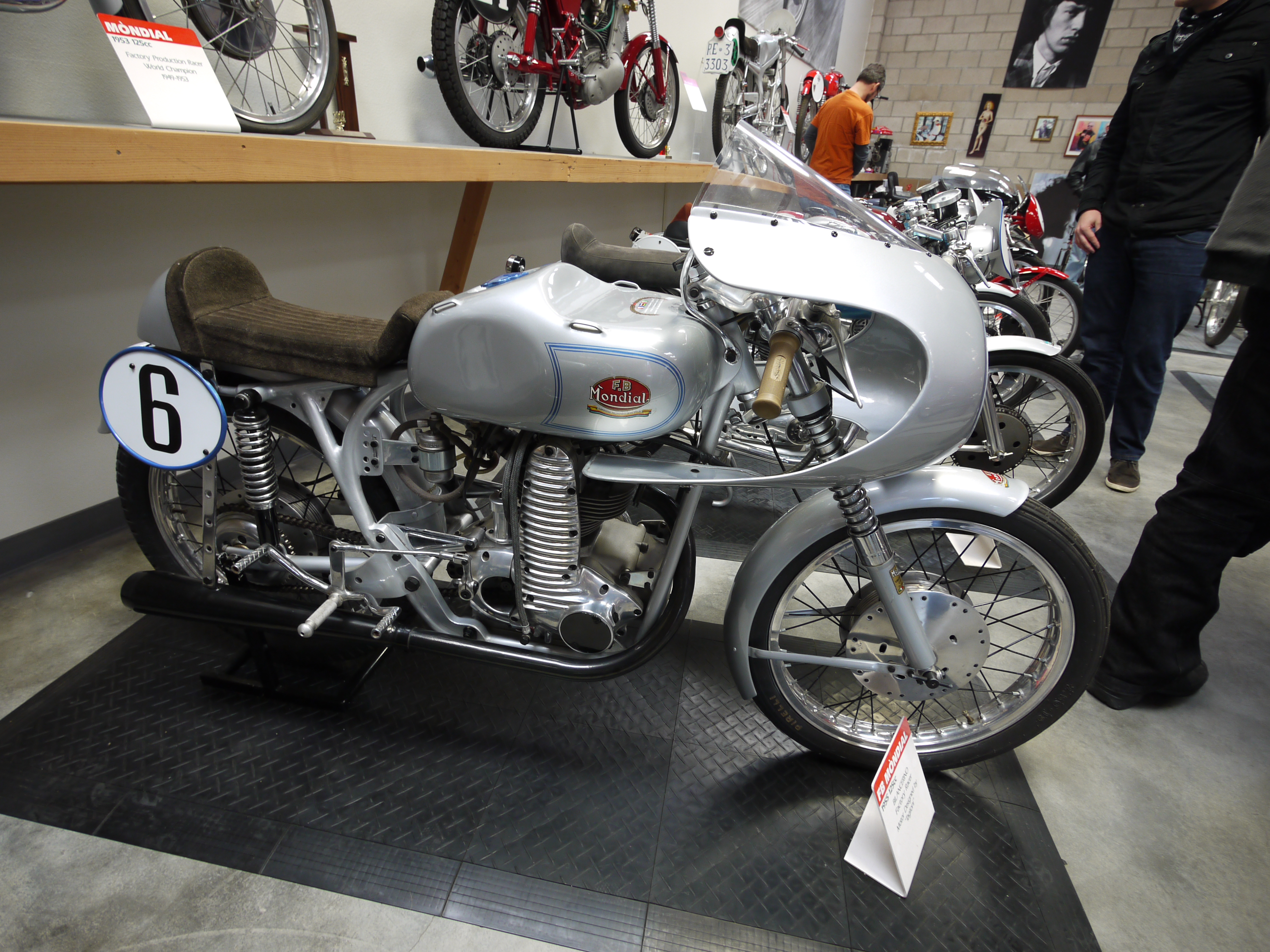
Mondial 125 (1955)
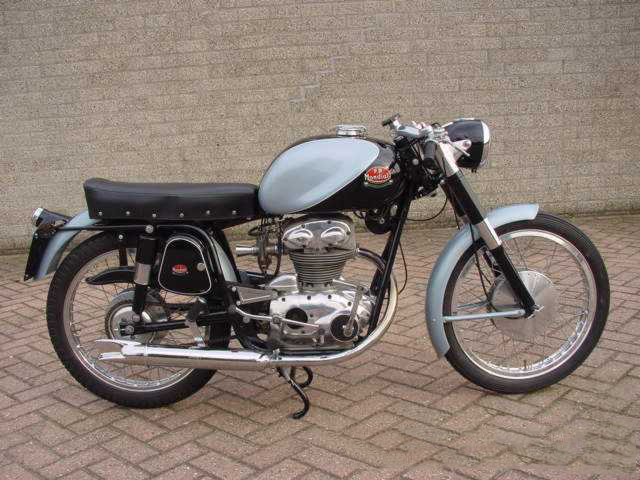
Mondial 200 Super Sport (1955)
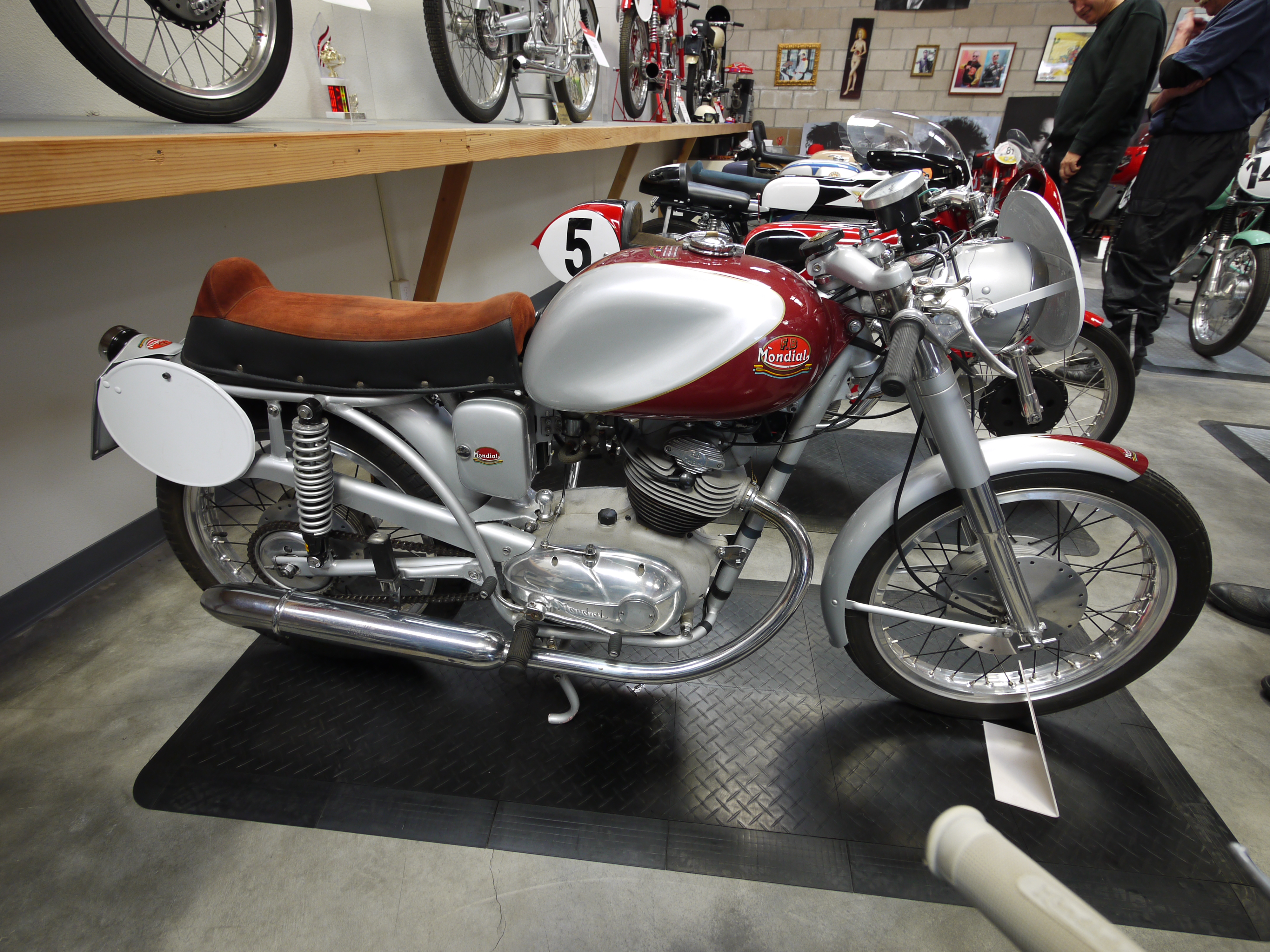
Mondial 125 Gran Sport (1956)
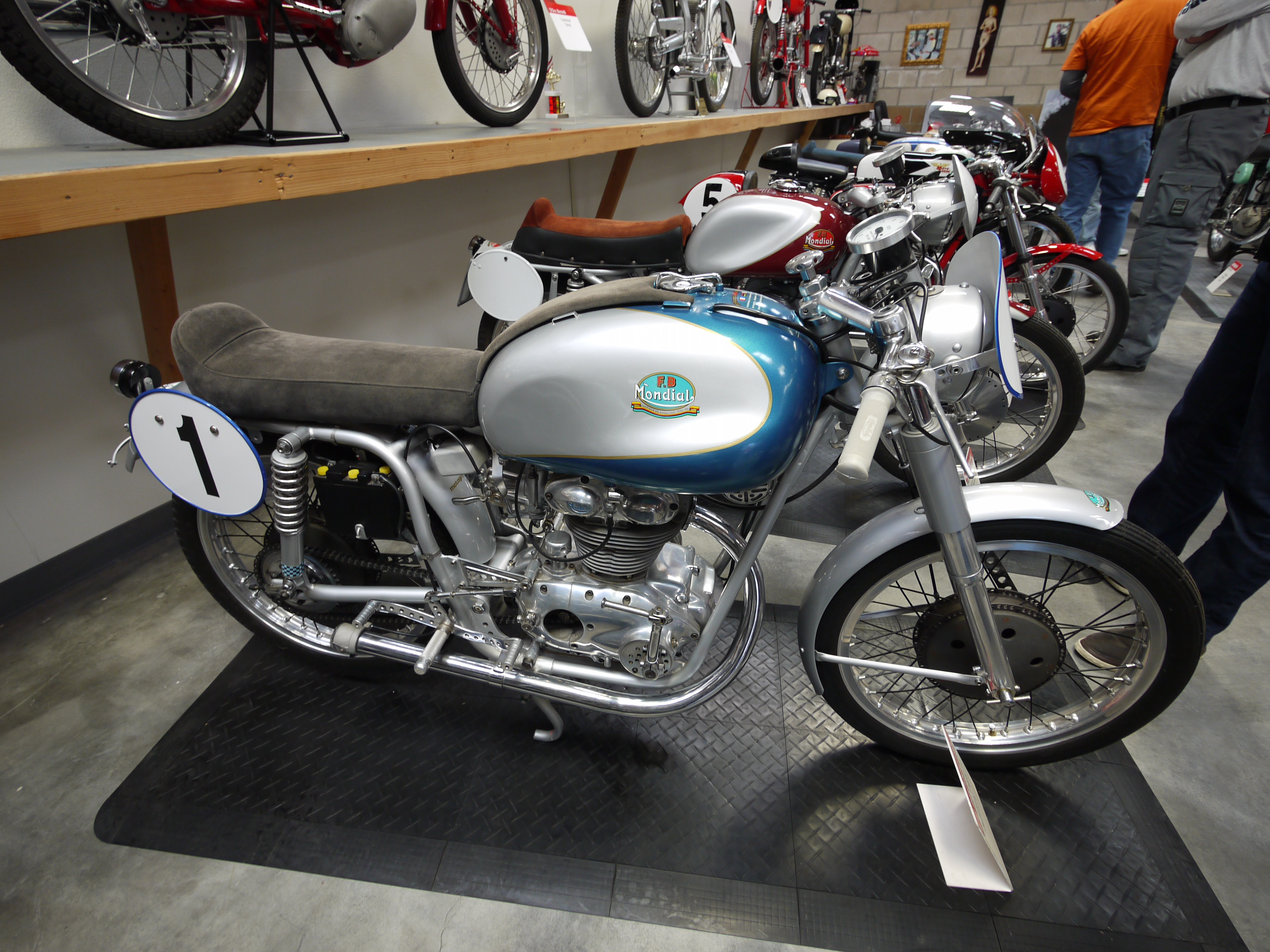
Mondial 250 Super Sport (1956)
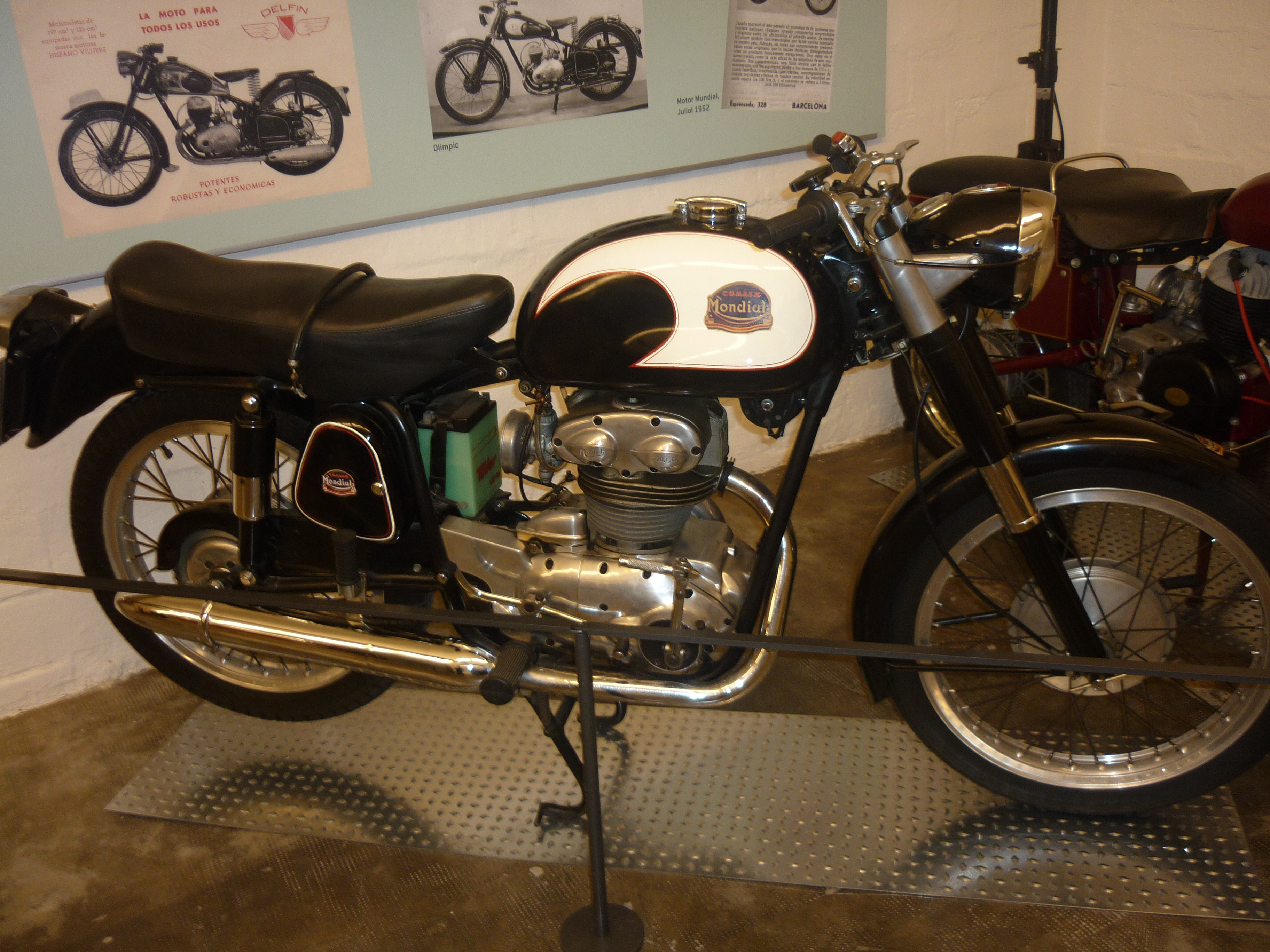
Mondial 220 Constellation (1959)
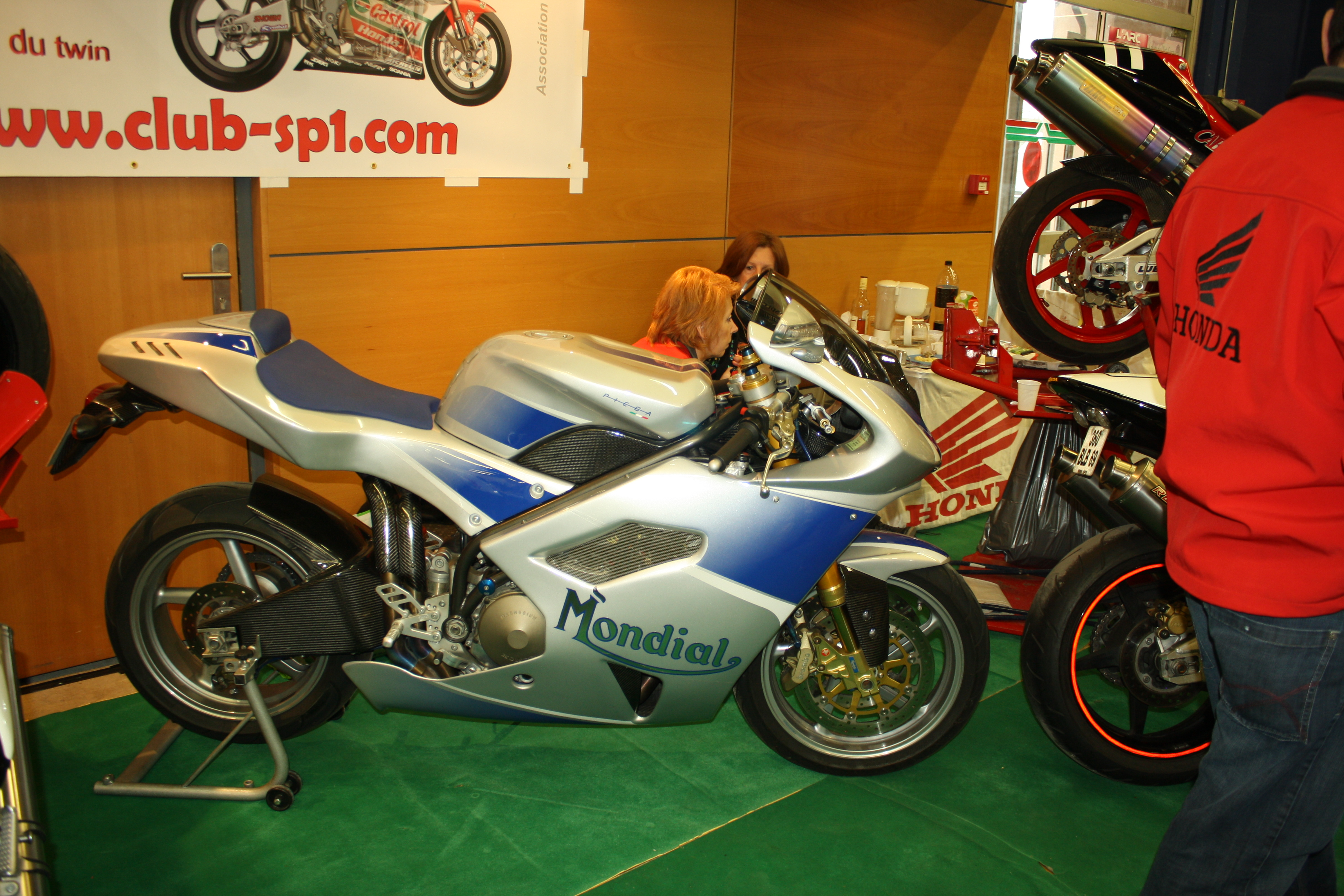
Mondial Piega